# 이스트리아역
이스트리아역 (Istria)은 밀라노 지하철 5호선의 역이다.

## 역사
5호선의 1차 구간 공사는 2007년 9월경에 시작됐는데 여기에는 이스트리아역도 포함되었다. 이후 2013년 2월 10일 노선이 개통되면서 동시에 문을 열었다.

## 역 구조
이스트리아역은 5호선의 다른 모든 역과 마찬가지로 1면 2선 구조로 되어 있으며, 휠체어로 접근이 가능하다. 또한 밀라노 지하철의 도심 구간 내에 있는 역이기도 하다.이스트리아 광장 지하에 위치해 있다.

## 환승
이스트리아역에서 다음 교통노선으로 환승할 수 있다.
- 트램 정거장 (Istria M5, 5, 7, 31번)
- 버스 정류장

## 시설
- 장애인 접근시설
- 엘리베이터
- 에스컬레이터
- 역내 감시카메라